# La Soufrière
La Soufrière, znan tudi kot Soufrière St. Vincent, je aktiven stratovulkan na karibskem otoku Sveti Vincencij, ki pripada državi Sveti Vincencij in Grenadine. Leži na severu otoka in ima nadmorsko višino 1234 metrov, s čimer je tudi najvišja gora na ozemlju države Sveti Vincencij in Grenadine.
Besedo soufrière (izgovarjava v francoščini [sufʁjɛʁ]) najdemo v imenih več ognjenikov na različnih otokih v Karibskem morju. Izhaja iz francoščine in pomeni 'odvod žvepla'.

## Zgodovina
Od začetka zapisovanja dogodkov na otoku Sveti Vincencij se je zgodilo pet eksplozivnih izbruhov ognjenika La Soufrière. Prvi eksplozivni izbruh so zabeležili leta 1718, nadaljnje pa v letih 1812, 1902, 1979 in 2021.
Zaradi izbruha, ki se je zgodil maja leta 1902, je umrlo približno 1600 ljudi, večinoma pripadnikov domorodnega prebivalstva, kar je povzročilo izumrtje enega dela otoške kulture. Takrat je La Soufrière izbruhnil nekaj ur pred izbruhom ognjenika Mount Pelée na Martiniku, ki pa je zahteval približno 30.000 smrtnih žrtev.
La Soufrière se je do leta 1907 umiril, medtem ko je na vrhu ognjenika nastalo novo kratersko jezero. Leta 1971 je bila zabeležena manjša aktivnost, ki je spremenila strukturo kraterskega jezera.
Aprila leta 1979 je prišlo do novega eksplozivnega izbruha, ki ni zahteval nobene smrtne žrtve, saj je bilo nekaj tisoč prebivalcev na območju v bližini ognjenika pravočasno opozorjeno na nevarnost in evakuirano do plaž. Ob tem izbruhu je nastal oblak pepela, ki je segal celo do 160 kilometrov oddaljenega Barbadosa.
Decembra leta 2020 je bilo opaženo, da na vrhu ognjenika La Soufrière teče lava, zaradi česar so pristojne oblasti začele planirati evakuacijo prebivalstva v njegovi okolici. Februarja leta 2021 se je iz nakopičene lave začela kaditi para. Ko so proti koncu marca ugotovili izhajanje žveplovega dioksida, je bila nakopičena lava visoka 105 metrov in se je raztezala na dolžini približno 900 metrov. V prvem tednu aprila je prišlo do stopnjevanja ognjeniške aktivnosti, kar je povzročilo več potresov in eksplozivni izbruh, ki se je zgodil 9. aprila ob 8.41 po lokalnem času. Oblak pepela, ki je segal deset kilometrov visoko, se je razširil proti vzhodu in Atlantskemu oceanu. V tem času je bil že izdan ukaz za evakuacijo približno 16.000 prebivalcev v okolici ognjenika.